# 牧野愛
牧野愛（まきのあい、1983年7月16日 - ）は、日本のモデル、女優、タレント。千葉県出身。血液型B型。
デザインあの「考えていない」に参加。

## 人物
趣味は、メイク、マラソン、ドライブ。

## 出演

### CM
- 小林製薬「スミガキ」
- ウォンツ「人を思う気持ち 母親篇」篇
- ウォンツ「人を思う気持ち 薬剤師募集」篇
- TOKYOinterior「企業」篇
- ハナマルキ　液体塩こうじ「ママの料理が変わった編」
- 東京インテリア「企業/一緒に歳を重ねるインテリア」篇
- 三幸製菓「雪の宿」
- 高橋書店
- ホットペッパービューティ「忙しいママ」編　CM
- 湯快リゾート「湯快を満喫」篇
- 花王バブ「疲男さんと冷子さん」篇
- 西友「とりドリ 篇」CM
- DeNA社モバゲー
- 出光 ZAXIA「ほんと」篇
- グアム政府観光局
- ECC
- ドール・バナナ「Doleマン登場」編
- 大和ハウス「D-ROOM」
- 花王「ハミング消臭実感wパワー」「着用中のしつこい汗臭対策 息子サッカー」篇

「着用中のしつこい加齢臭対策 お父さんバス」篇※草彅剛と共演
- KUMON「くもんの先生募集」（2023）編

### TV
- デザインあ（NHK Eテレ）
- 世にも奇妙な物語'13秋の特別編『水を預かる』（フジテレビ、演出：石井克人）
- 基礎英語ミニ（NHK Eテレ）

### 映画
- そらそい-SORASOI-（2008年9月、監督：石井克人/三木俊一郎 他）
- 非女子図鑑 - 混浴heaven - （2009年5月、監督：オースミユーカ）
- ハロー！純一（2014年2月、監督：石井克人）

### PV
- THE BABY STARS「愛されたい」

### 舞台
- THE BAKUMATSU PURE HEART CHRONICLES～てら版・幕末純情伝～（2012年、劇団裏長屋マンションズ）
- 蕉 ～ 許されぬ二つの愛の物語 ～
- ひとしずくの殺意（二人芝居 WANIZ HALL）
- 8.12 - 絆 - （星槎高尾キャンパス ホール）
- 病室より愛をこめて ～ ベッドは何でも知っている ～（シアター代官山）

### 広告写真
- メルシャン「FRANZIA」
- TIPNESS
- ジョンソン・エンド・ジョンソン「ワンデーアキュビュー」
- ファンケル化粧品「ESPOIR」
- SONY「α350　デジカメ」
- パナソニック「JOBA」